# Veselîi Kut, Tarașcea
Veselîi Kut (în ucraineană Веселий Кут) este o comună în raionul Tarașcea, regiunea Kiev, Ucraina, formată numai din satul de reședință. În secolul al XIX-lea, satul făcea parte din volostul Veselîi Kut, uezdul Tarașcea.

## Demografie
Componența lingvistică a comunei Veselîi Kut
     Ucraineană (98,84%)
     Rusă (1,01%)
     Alte limbi (0,14%)
Conform recensământului din 2001, majoritatea populației comunei Veselîi Kut era vorbitoare de ucraineană (98,84%), existând în minoritate și vorbitori de rusă (1,01%).

## Legături externe
- pl Wesoły Kąt în Dicționarul geografic al Regatului Poloniei și al altor țări slave, volum XIII (Warmbrun — Worowo) 1893